# Vactrain
Vactrain (ou trem em tubo de vácuo) é um projeto para o futuro transporte ferroviário de alta velocidade. Trata-se de uma linha maglev dentro de túneis de vácuo. A falta de resistência do ar permitirá aos vactrains usar pouca energia e se mover a velocidades extremamente altas, entre 6400 a 8000 km/h, ou mesmo 2 quilômetros por segundo; isso é, 5 ou 6 vezes a velocidade do som (Mach 1), em condições normais. Apesar de que atualmente a tecnologia está sendo investigada para desenvolvimento em redes regionais, os vactrains são uma ideia para rotas transcontinentais/internacionais, para formar uma rede de transporte global de alta velocidade e com eficiência energética.
De acordo com as velocidades prevista, a viagem entre Pequim e Nova York poderá ser feita em menos de 2 horas, ultrapassando as aeronaves como o transporte público mais rápido do mundo (isso desconsiderando o voo hypersônico). O grande problema dos vactrains é o preço.
Pesquisadores da Universidade Jiaotong (China), estão desenvolvendo um vactrain para alcançar velocidades de 1000 km/h. Eles estimam que tal tecnologia possa ser funcional dentro de 10 anos.

## História
O conceito moderno de Vactrain, com tubos de vácuo e tecnologia maglev, foi pela primeira explorado na década de 1910 pelo engenheiro estadounidende Robert Goddard. Goddard projetou protótipos detalhados quando era um estudante universitário. Seu trem poderia viajar de Nova York para Boston em 12 minutos, numa velocidade média de 1600 km/h. Os designs do trem só foram encontrados após a morte de Goddard, em 1945
Durante a década de 1970, vactrains foram manchete. Nesse mesmo período, o doutor Robert M. Salter Jr., da Rand Corporation, e um defensor da tecnologia, publicou uma série de artigos de engenharia em 1972 e em 1978.
Uma entrevista com Salter no Los Angeles Times (em 11 de julho de 1972), onde ele discutiu, em detalhes, a relativa facilidade, para o governo dos EUA, de construir um sistema de transporte entubado usando tecnologias disponíveis naquela época. Como, naqueles tempos, o maglev está em um estágio de desenvolvimento precário, Salter propôs rodas de aço. A porta para o tudo seria aberta, até que ar suficiente pudesse acelerar o trem dentro do tubo. A gravidade providenciaria uma aceleração adicional e colocaria o trem em velocidade de cruzeiro. Quando chegasse à velocidade de cruzeiro, seria desacelerado pela velocidade do ar rarefeito a sua frente. Para compensar as perdas por fricção, não haveria necessidade de instalar um motor no trem, bastaria bombas em cada estação.
O dr. James Powell, co-inventor da supercondutividade maglev na década de 1960, vem desde 2001 liderando uma pesquisa sobre um conceito para usar um vactrain maglev lançamento espacial (o que, teoricamente, diminuiria centenas de vezes, ou duas ordens de magnitude os custos, se os compararmos ao que se gasta com foguetes), onde o proposto StarTram poderia ter veículo capazes de alcançar 14300 km/h até 31500 km/h, dentro de um túnel em aceleração (prolongado para limitar a força G), considerando um caminho através da camada de gelo da Antártida, devidos a custos menores do que os calculados com pedra.